# 中国绣球

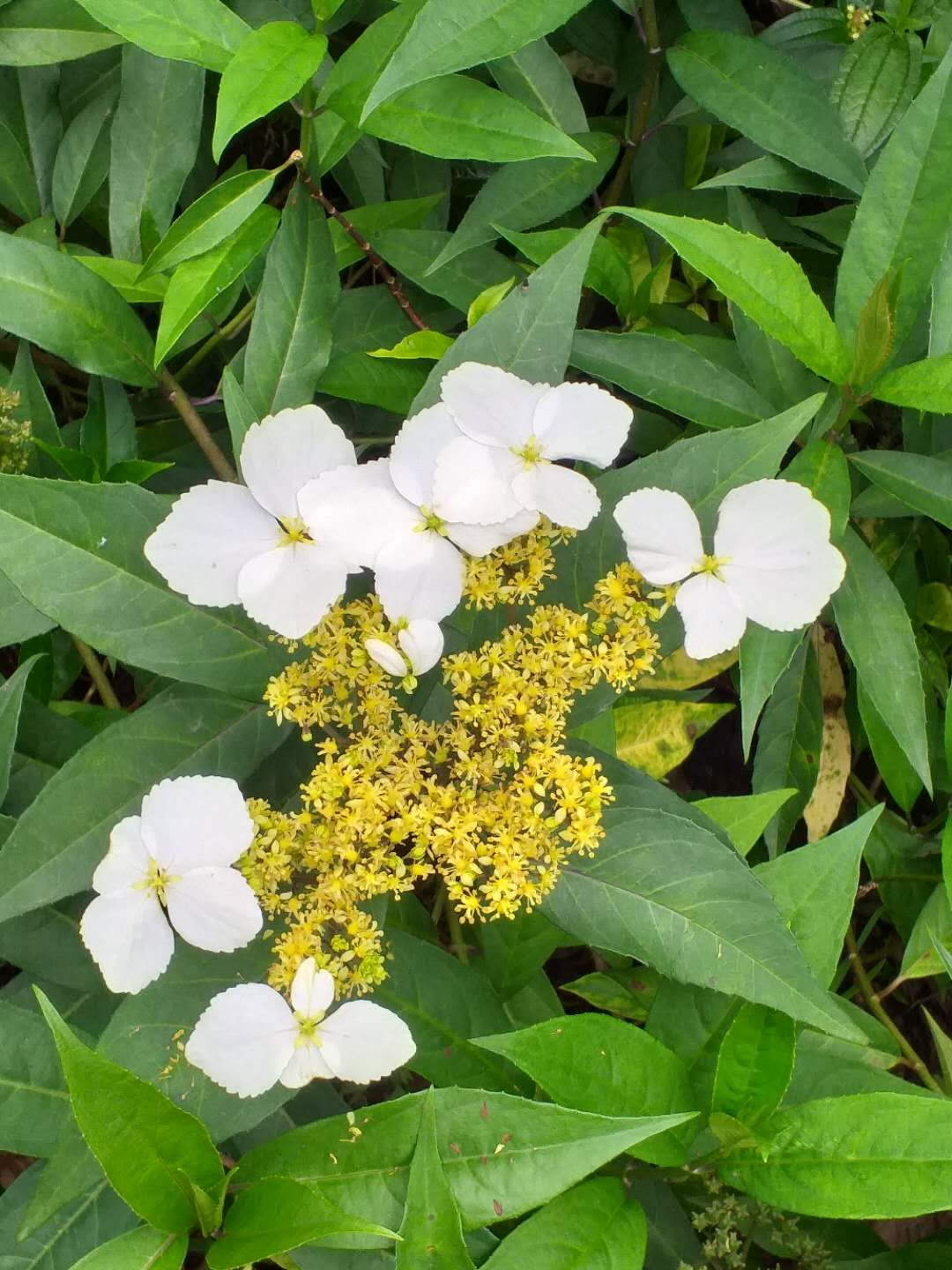
華八仙

中国绣球（学名：Hydrangea chinensis），又名华八仙，中國繡球（植物分類學報），狹瓣繡球、繖形繡球、綠瓣繡球（植物分類學報），江西繡球（植物研究），長葉溲疏、常山、常山樹(台灣)、土常山、常山尼、野八仙、粉團繡球、蜀七葉、紅骨兮輕柴仔、羅比八仙花；为绣球花科绣球属下的一个种。是中國及台灣原生常綠灌木。在台灣常見於低海拔山林周圍。聚傘花序生于枝端，周邊八朵為萼片發育而成的不孕花，中間為兩性小花。華八仙是梅花鹿喜歡吃的植物之一，在七零年代，台灣綠島大量飼養梅花鹿時，島上居民常割取華八仙嫩葉餵食，現在仍是野放梅花鹿的重要食草。

## 扩展阅读
- 維基物種上的相關：中国绣球